# Guaíra (Paraná)
Guaíra est une municipalité brésilienne située dans l'État du Paraná.